# Landkreis Hünfeld
Der Landkreis Hünfeld war ein bis zur Gebietsreform 1972 bestehender Landkreis in Hessen. Sein Gebiet gehört heute überwiegend zum Landkreis Fulda; das Gebiet der heutigen Gemeinde Haunetal (Hauptort Neukirchen) wurde an den Landkreis Hersfeld-Rotenburg abgegeben. Der Kreissitz war in Hünfeld.

## Nachbarkreise
Der Landkreis grenzte Anfang 1972, im Nordosten beginnend im Uhrzeigersinn, an den Kreis Bad Salzungen im Bezirk Suhl der DDR sowie an die hessischen Landkreise Fulda, Lauterbach und Hersfeld.

## Geschichte
Der Kreis Hünfeld wurde 1821 im Kurfürstentum Hessen gegründet.
Im Jahre 1856 wechselte die Gemeinde Rödergrund vom Kreis Hünfeld in den Kreis Fulda und wurde dort Teil der Gemeinde Rödergrund-Egelmes.
Nach der Annexion des Kurfürstentums durch Preußen als Folge des Deutschen Kriegs im Jahre 1866 gehörte der Kreis zum Regierungsbezirk Kassel der preußischen Provinz Hessen-Nassau.
Am 1. April 1881 wechselten die Gemeinden Oberstoppel und Unterstoppel sowie der Gutsbezirk Oberförsterei Burghaun aus dem Kreis Hersfeld in den Kreis Hünfeld.
Seit 1946 war der Landkreis Teil des Landes Hessen.
Nachdem Oberufhausen und Unterufhausen am 1. April 1958 zur Gemeinde Ufhausen zusammengeschlossen wurden, umfasste der Landkreis Hünfeld 77 Gemeinden, von denen mit Hünfeld eine das Stadtrecht besaß. In den Jahren 1968 und 1971 wurde der Landkreis Hünfeld zweimal verkleinert:
- Am 1. September 1968 schied die Gemeinde Glaam aus dem  Landkreis aus und wurde in die Gemeinde Ransbach im Landkreis Hersfeld eingegliedert.
- Am 1. Februar 1971 schied die Gemeinde Mansbach aus dem  Landkreis aus und wurde mit der Gemeinde Ransbach zur neuen Gemeinde Hohenroda im Landkreis Hersfeld zusammengeschlossen.

Durch eine Reihe von weiteren Gemeindefusionen, bei denen auch die neuen Gemeinden Haunetal, Kiebitzgrund und Nüsttal entstanden, verringerte sich die Zahl der Gemeinden des Landkreises bis Juli 1972 auf 24.
Im Rahmen der hessischen Kreisreform wurde der Landkreis Hünfeld zum 1. August 1972 aufgelöst:
- Die Gemeinde Haunetal, in die gleichzeitig die Gemeinde Unterstoppel eingegliedert wurde, kam zum neuen Landkreis Hersfeld-Rotenburg
- Die Gemeinde Erdmannrode wurde in die Gemeinde Schenklengsfeld im Landkreis Hersfeld-Rotenburg eingegliedert.
- Die Gemeinden Bodes und Fischbach wurden in die Gemeinde Hauneck im Landkreis Hersfeld-Rotenburg eingegliedert.
- Der gesamte übrige Teil des Landkreises wurde in den Landkreis Fulda eingegliedert. Gleichzeitig fanden zum 1. August 1972 noch weitere Eingemeindungen statt, so dass aus dem Altkreis Hünfeld letztendlich die Gemeinden Burghaun, Eiterfeld, Hünfeld, Nüsttal und Rasdorf in den Landkreis Fulda eintraten.

## Einwohnerentwicklung

### Kreis
| Einwohner         | 1871   | 1890   | 1900   | 1910   | 1925   | 1939   | 1950   | 1960   | 1970   | 1971   |
| ----------------- | ------ | ------ | ------ | ------ | ------ | ------ | ------ | ------ | ------ | ------ |
| Landkreis Hünfeld | 24.528 | 23.508 | 22.515 | 23.179 | 24.466 | 24.884 | 37.789 | 35.000 | 36.371 | 34.800 |

### Große Gemeinden
Gemeinden des Kreises Hünfeld mit mehr als 1000 Einwohnern:
| Gemeinde   | 1871 | 1939 | 1961 | 1970 |
| ---------- | ---- | ---- | ---- | ---- |
| Burghaun   | 1149 | 1154 | 1841 | 2121 |
| Eiterfeld  | 565  | 770  | 1532 | 1683 |
| Hünfeld    | 1634 | 2772 | 6182 | 7001 |
| Mackenzell | 461  | 620  | 954  | 1161 |
| Mansbach   | 891  | 836  | 1230 | 1246 |
| Rasdorf    | 1094 | 955  | 1261 | 1308 |
| Steinbach  | 844  | 787  | 1089 | 1146 |

## Politik

### Landräte
| Name                                 | von  | bis  |
| Aloys Maier                          | 1821 | 1851 |
| Hermann Wolff von Gudenberg          | 1851 | 1863 |
| Carl Götz                            | 1864 | 1879 |
| Max Friedrich Martin Georg Fliedner  | 1879 | 1882 |
| Martin von Wegnern                   | 1882 | 1889 |
| Alexander von Dalwigk zu Lichtenfels | 1889 | 1898 |
| Georg von Steinmann                  | 1898 | 1901 |
| Wolf Dietrich von Trotha             | 1901 | 1911 |
| Constantin von Jerin                 | 1911 | 1916 |
| Hubert Jakob Walter Ludwig           | 1918 | 1935 |
| Konrad Fischer                       | 1935 | 1936 |
| Eberhard Heß                         | 1937 | 1945 |
| Adam Hartmann (kommissarisch)        | 1945 | 1946 |
| Heinrich Beck                        | 1946 | 1972 |

### Wappen
Im Januar 1951 wurde dem Landkreis Hünfeld durch das Hessische Staatsministerium das Recht zur Führung eines Wappens verliehen.

## Gemeinden
Die folgende Tabelle enthält alle Gemeinden, die dem Landkreis Hünfeld während seines Bestehens angehörten, sowie die Daten aller Eingemeindungen:
| Gemeinde           | eingemeindet nach                           | Datum der Eingemeindung | Anmerkung                    |
| ------------------ | ------------------------------------------- | ----------------------- | ---------------------------- |
| Arzell             | Eiterfeld                                   | 1. Februar 1971         |                              |
| Betzenrod          | Eiterfeld                                   | 1. Februar 1971         |                              |
| Bodes              | Hauneck                                     | 1. August 1972          |                              |
| Buchenau           | Eiterfeld                                   | 1. August 1972          |                              |
| Burghaun           | zum Lkr. Fulda                              | 1. August 1972          |                              |
| Dammersbach        | Hünfeld                                     | 31. Dezember 1971       |                              |
| Dittlofrod         | Eiterfeld                                   | 1. April 1972           |                              |
| Eiterfeld          | zum Lkr. Fulda                              | 1. August 1972          |                              |
| Erdmannrode        | zu Schenklengsfeld, Lkr. Hersfeld-Rotenburg | 1. August 1972          |                              |
| Fischbach          | Hauneck                                     | 1. August 1972          |                              |
| Giesenhain         | Buchenau                                    | 1. Januar 1970          |                              |
| Glaam              | zu Ransbach, Lkr. Hersfeld                  | 1. September 1968       |                              |
| Gotthards          | Nüsttal                                     | 1. August 1972          |                              |
| Großenbach         | Hünfeld                                     | 31. Dezember 1971       |                              |
| Großenmoor         | Kiebitzgrund                                | 1. Oktober 1971         |                              |
| Großentaft         | Eiterfeld                                   | 1. Februar 1971         |                              |
| Gruben             | Burghaun                                    | 1. Februar 1971         |                              |
| Grüsselbach        | Rasdorf                                     | 1. April 1972           |                              |
| Haselstein         | Nüsttal                                     | 1. August 1972          |                              |
| Haunetal           | zum Lkr. Hersfeld-Rotenburg                 | 1. August 1972          | am 1. Februar 1971 gegründet |
| Hechelmannskirchen | Kiebitzgrund                                | 1. Oktober 1971         |                              |
| Hermannspiegel     | Haunetal                                    | 1. Februar 1971         |                              |
| Hofaschenbach      | Nüsttal                                     | 1. Februar 1971         |                              |
| Hünfeld, Stadt     | zum Lkr. Fulda                              | 1. August 1972          |                              |
| Hünhan             | Burghaun                                    | 31. Dezember 1971       |                              |
| Kiebitzgrund       | Burghaun                                    | 1. August 1972          | am 1. Oktober 1971 gegründet |
| Kirchhasel         | Hünfeld                                     | 31. Dezember 1971       |                              |
| Körnbach           | Eiterfeld                                   | 1. Februar 1971         |                              |
| Langenschwarz      | Kiebitzgrund                                | 1. Oktober 1971         |                              |
| Leibolz            | Eiterfeld                                   | 1. Mai 1970             |                              |
| Leimbach           | Eiterfeld                                   | 1. August 1972          |                              |
| Mackenzell         | Hünfeld                                     | 1. Februar 1971         |                              |
| Mahlerts           | Hofbieber                                   | 1. August 1972          |                              |
| Malges             | Hünfeld                                     | 1. Februar 1971         |                              |
| Mansbach           | zu Hohenroda, Lkr. Hersfeld                 | 1. Februar 1971         |                              |
| Mauers             | Haunetal                                    | 1. Februar 1971         |                              |
| Meisenbach         | Haunetal                                    | 31. Dezember 1971       |                              |
| Mengers            | Eiterfeld                                   | 1. August 1972          |                              |
| Michelsrombach     | Hünfeld                                     | 1. Februar 1971         |                              |
| Mittelaschenbach   | Nüsttal                                     | 1. Februar 1971         |                              |
| Molzbach           | Hünfeld                                     | 1. Februar 1971         |                              |
| Morles             | Nüsttal                                     | 1. Februar 1971         |                              |
| Müsenbach          | Haunetal                                    | 31. Dezember 1971       |                              |
| Neukirchen         | Haunetal                                    | 1. Februar 1971         |                              |
| Nüst               | Hünfeld                                     | 31. Dezember 1971       |                              |
| Nüsttal            | zum Lkr. Fulda                              | 1. August 1972          | am 1. Februar 1971 gegründet |
| Oberaschenbach     | Nüsttal                                     | 1. Februar 1971         |                              |
| Oberbreitzbach     | Mansbach                                    | 1. Juli 1970            |                              |
| Oberfeld           | Hünfeld                                     | 1. Februar 1971         |                              |
| Obergruben         | Hofbieber                                   | 1. August 1972          |                              |
| Obernüst           | Hofbieber                                   | 1. August 1972          |                              |
| Oberrombach        | Hünfeld                                     | 1. Februar 1971         |                              |
| Oberstoppel        | Haunetal                                    | 1. Februar 1971         |                              |
| Oberufhausen       | Ufhausen                                    | 1. April 1958           |                              |
| Oberweisenborn     | Eiterfeld                                   | 1. April 1972           |                              |
| Odensachsen        | Haunetal                                    | 31. Dezember 1971       |                              |
| Rasdorf            | zum Lkr. Fulda                              | 1. August 1972          |                              |
| Reckrod            | Eiterfeld                                   | 1. September 1970       |                              |
| Rhina              | Haunetal                                    | 1. Februar 1971         |                              |
| Rimmels            | Nüsttal                                     | 1. Februar 1971         |                              |
| Roßbach            | Hünfeld                                     | 1. Februar 1971         |                              |
| Rothenkirchen      | Burghaun                                    | 31. Dezember 1971       |                              |
| Rückers            | Hünfeld                                     | 1. Februar 1971         |                              |
| Rudolphshan        | Hünfeld                                     | 1. Februar 1971         |                              |
| Sargenzell         | Hünfeld                                     | 1. Februar 1971         |                              |
| Schletzenrod       | Haunetal                                    | 31. Dezember 1971       |                              |
| Schlotzau          | Kiebitzgrund                                | 1. Oktober 1971         |                              |
| Schwarzbach        | Hofbieber                                   | 1. August 1972          |                              |
| Setzelbach         | Rasdorf                                     | 1. April 1972           |                              |
| Silges             | Nüsttal                                     | 1. Februar 1971         |                              |
| Soisdorf           | Eiterfeld                                   | 1. Februar 1971         |                              |
| Soislieden         | Mansbach                                    | 1. Januar 1970          |                              |
| Steinbach          | Burghaun                                    | 31. Dezember 1971       |                              |
| Treischfeld        | Eiterfeld                                   | 1. Februar 1971         |                              |
| Ufhausen           | Eiterfeld                                   | 1. August 1972          |                              |
| Unterbernhards     | Hilders                                     | 1. August 1972          |                              |
| Unterstoppel       | Haunetal                                    | 1. August 1972          |                              |
| Unterufhausen      | Ufhausen                                    | 1. April 1958           |                              |
| Wehrda             | Haunetal                                    | 31. Dezember 1971       |                              |
| Wetzlos            | Haunetal                                    | 31. Dezember 1971       |                              |
| Wölf               | Eiterfeld                                   | 1. August 1972          |                              |

## Kfz-Kennzeichen
Am 1. Juli 1956 wurde dem Landkreis bei der Einführung der bis heute gültigen Kfz-Kennzeichen das Unterscheidungszeichen HÜN zugewiesen. Es wurde bis zum 31. Juli 1972 ausgegeben.